# Lluís Lucio
Pour les articles homonymes, voir Lucio.
 (mai 2022).
Lluís Lucio (né le 3 juin 1958 à Barcelone) est une cavalier espagnol de dressage.

## Carrière
Lluís Lucio vient de l'école classique.
Il participe aux Jeux olympiques d'été de 2000 à Sydney, où il est 43e de l'épreuve individuelle et 5e de l'épreuve par équipe.
Il est en 2013 directeur technique de dressage de la Fédération espagnole d'équitation et en 2015 du membre du comité de dressage FEI. Il démissionne en 2018 à la suite d'accusations de fraude fiscale.